# Gilda (italienische Sängerin)
Gilda (* 31. Mai 1950 in Masserano, Provinz Biella, als Rosangela Scalabrino) ist eine italienische Musikerin.

## Karriere
Schon mit 14 Jahren machte sich Gilda in der näheren Umgebung ihres Heimatorts einen Namen als Sängerin. Während sie in Turin ein Medizinstudium begann, versuchte sie in der Mailänder Musikszene ihr Glück und nahm 1969 ihre erste eigene Single Nu ferru de calzetta auf. Nach einer weiteren Single reichte sie das Lied Ragazza del Sud für das Sanremo-Festival 1974 ein, wurde jedoch nicht zugelassen. Beim Sanremo-Festival 1975 versuchte sie es mit dem gleichen Lied erneut und schaffte es nicht nur durch die Vorauswahl, sondern gewann es unerwartet. 1976 erschien Gildas Debütalbum Bolle di sapone.
Nach der Albumveröffentlichung zog sich die Musikerin bald aus der Öffentlichkeit zurück. In Turin übernahm sie die Leitung eines Gasthofes. Erst in späteren Jahren besann sie sich wieder auf die Musik und trat bei verschiedenen Gelegenheiten öffentlich in Erscheinung, so 2017 beim Volksfest Orchidee del Principato in ihrer Heimat Masserano.

## Diskografie
Alben
- 1976 – Bolle di sapone (Radio Records, RR 5300 161)

Singles

| Jahr | Titel Album     | Höchstplatzierung, Gesamtwochen, AuszeichnungChartsChartplatzierungen (Jahr, Titel, Album, Platzierungen, Wochen, Auszeichnungen, Anmerkungen) | Anmerkungen                                     |
| Jahr | Titel Album     | IT | Anmerkungen                                     |
| ---- | --------------- | --- | ----------------------------------------------- |
| 1975 | Ragazza del Sud | IT20 (2 Wo.)IT | B-Seite: Nina la bionda Sides Records, 5003 003 |

- 1969 – Nu ferru de calzetta / Tu chi parti e vai luntanu (Sun S.U.A. 3015)[3]
- 1972 – Far tacere il cuore / La ragazza dell’estate (City, C 6263)[4]
- 1980 – Canto di una notte sull’Aspromonte / Revival (Radio Records, ZBRR 7198)

## Belege
1. 1 2  Matteo Pria: Gilda, la “Ragazza del sud” non ha smesso di cantare. In: LaStampa.it. GEDI, 5. Februar 2019, abgerufen am 18. Juli 2019 (italienisch).
2. ↑  Guido Racca: M&D Borsa Singoli 1960-2019. Selbstverlag, 2019, ISBN 978-1-09-326490-6, S. 226.
3. ↑  Nu ferru de calzetta / Tu chi parti e vai luntanu. In: Discografia Nazionale della Canzone Italiana. Abgerufen am 18. Juli 2019 (italienisch).
4. ↑  Far tacere il cuore / La ragazza dell’estate. In: Discografia Nazionale della Canzone Italiana. Abgerufen am 18. Juli 2019 (italienisch).

| Personendaten    | Personendaten                       |
| ---------------- | ----------------------------------- |
| NAME             | Gilda                               |
| ALTERNATIVNAMEN  | Scalabrino, Rosangela (Geburtsname) |
| KURZBESCHREIBUNG | italienische Musikerin              |
| GEBURTSDATUM     | 31. Mai 1950                        |
| GEBURTSORT       | Masserano, Provinz Biella           |